# Anita Włodarczyk
Anita Włodarczyk (født 8. august 1985) er en kvindelig polsk hammerkaster. Hun er tredobbelt olympisk guldvinder og den første kvinde i historien til at kaste over 80 meter i hammerkast. Hun har sat verdensrekord seks gange i sin karriere og er nuværende indehaver af kvindernes rekord med 82,98 meter. Hun regnes derfor også som den bedste kvindelige hammerkaster nogensinde.

## Karriere
Włodarczyks første store resultat kom, da hun vandt guld ved European Winter Throwing Cup i 2008. Senere samme år deltog hun første gang ved OL, da hun ved legene i Beijing blev nummer fire. De følgende år etablerede hun sig for alvor som en af hammerkastdisciplinens allerbedste. Ved VM 2009 vandt hun sit første VM-guld og satte samtidig verdensrekord for første gang, da hun kastede 77,96 m, og året efter vandt hun EM-bronze. Dette forbedrede hun til guld ved EM to år senere.
Tyske Betty Heidler var som forsvarende europamester blandt de helt store favoritter ved OL 2012 i London, men det var Włodarczyk, der med et kast på 75,68 m var bedst i indledende runde. I finalerunden lagde hun sig også i spidsen med 75,10 m i første forsøg, et resultat hun forbedrede flere gange i løbet af konkurrencen, så hun endte med 77,60 m, men bedst var russiske Tatjana Lysenko, der kastede 78,18 m. Imidlertid blev Lysenko senere diskvalificeret for brug af doping, så Włodarczyk, der oprindeligt fik sølv, blev dermed tilkendt guldmedaljen. Heidler, der kastede 77,12 m, fik sin bronzemedalje ændret til sølv, og kinesiske Zhang Wenxiu med 76,34 m fik bronze.
Året efter vandt Włodarczyk VM-sølv, og i 2014 vandt hun igen EM-guld, mens hun i 2015 vandt VM-guld. Med sit tredje EM-guld i træk kort før OL, var hun storfavorit til at vinde guld ved OL 2016 i Rio de Janeiro.
Włodarczyk levede op til værdigheden ved OL i Rio, da hun med et enkelt kast i indledende runde var bedre end alle andre. I finalen 15. august lagde hun sig også straks i spidsen, og da hun i tredje forsøg forbedrede sin egen verdensrekord til 82,29 meter, var konkurrencen afgjort. Zhang Wenxiu sikrede sig sølv med 76,75 m, mens britiske Sophie Hitchon med 74,54 m fik bronze.
Den 28. august 2016, bare to uger senere, forbedrede hun så igen sin egen rekord, da hun kastede 82,98 meter ved det 7. EAA Kamila Skolimowska-Mindesmærke i Warszawa. Ved konkurrencen brugte Włodarczyk noget af det udstyr, der tilhørte afdøde Skolimowska, som en hyldest til sin tidligere hammerkastkammerat.
Hun er blevet kåret som 'Track & Field News Athlete of the Year' tre gange for kvinderne: i 2014, 2016 og i 2017. Hun blev kåret som Årets Sportsnavn i Polen 2016. Hun vandt endnu et VM-guld i 2017 og sin fjerde EM-guldmedalje i 2018.
Ved OL 2020 i Tokyo var endnu engang favorit i hammerkastkonkurrencen, og hun indledte med at være bedst i kvalifikationsrunden med et kast på 76,99 m. I finalen lagde hun sig i spidsen med sit første godkendte kast på 76,01 m, hvilket hun forbedrede til 78,48 m. Nærmest hende kom kineseren Wang Zheng med 77,03 m, mens Włodarczyks landsmand, Malwina Kopron, kastede 75,49 m, hvilket var nok til bronze. Med resultatet blev Włodarczyk den første kvindelige atletikudøver, der har vundet guld ved tre olympiske lege (elleve mænd har også gjort dette), og hun kom på omgangshøjde med Irena Szewińska som vinder af tre OL-guldmedaljer i atletik, mens kapgængeren Robert Korzeniowski et mest vindende polske atletikudøver med fire guld. Hun er desuden den eneste kvinde, der nogensinde har vundet hammerkast tre gange i træk (i mændenes konkurrence er det kun John Flanagan, der helt tilbage ved legene 1900, 1904 og 1908 præsterede dette). 

## Internationale konkurrencer
| År   | Konkurrence                    | Værtsby                   | Position | Meter (kast) |
| ---- | ------------------------------ | ------------------------- | -------- | ------------ |
| 2007 | U/23-EM i atletik              | Debrecen, Ungarn          | 9.       | 63,74 m      |
| 2008 | European Winter Throwing Cup   | Split, Kroatien           | 1.       | 71,84 m      |
| 2008 | Olympiske lege                 | Beijing, Kina             | 4.       | 71,56 m      |
| 2008 | International sæsonfinale      | Stuttgart, Tyskland       | 3.       | 70,97 m      |
| 2009 | Europamesterskab for landshold | Leiria, Portugal          | 1.       | 75,23 m      |
| 2009 | VM i atletik                   | Berlin, Tyskland          | 1.       | 77,96 m      |
| 2010 | EM i atletik                   | Barcelona, Spanien        | 3.       | 73,56 m      |
| 2011 | VM i atletik                   | Daegu, Sydkorea           | 5.       | 73,56 m      |
| 2012 | EM i atletik                   | Helsinki, Finland         | 1.       | 74,29 m      |
| 2012 | Olympiske lege                 | London, Storbritannien    | 1.       | 77,60 m      |
| 2013 | VM i atletik                   | Moskva, Rusland           | 1.       | 78,46 m      |
| 2013 | Jeux de la Francophonie        | Nice, Frankrig            | 1.       | 75,62 m      |
| 2014 | EM i atletik                   | Zürich, Schweiz           | 1.       | 78,76 m      |
| 2014 | Continental Cup                | Marrakesh, Marokko        | 1.       | 75,21 m      |
| 2015 | VM i atletik                   | Beijing, Kina             | 1.       | 80,85 m      |
| 2016 | EM i atletik                   | Amsterdam, Holland        | 1.       | 78,14 m      |
| 2016 | Olympiske lege                 | Rio de Janeiro, Brasilien | 1.       | 82,29 m      |
| 2017 | VM i atletik                   | London, Storbritannien    | 1.       | 77,90 m      |
| 2018 | Athletics World Cup            | London, Storbritannien    | 1.       | 78,74 m      |
| 2018 | EM i atletik                   | Berlin, Tyskland          | 1.       | 78,94 m,     |
| 2021 | Olympiske lege                 | Tokyo, Japan              | 1.       | 78,48 m      |